# Saison 1990-1991 du MO Constantine
Chronologie
Saison précédente Saison suivante
La saison 1990-1991 du l'MO Constantine est la  3e saison du club en première division du championnat d'Algérie. Les matchs se déroulent dans le championnat d'Algérie et en Coupe d'Algérie.

## Compétitions

### Championnat

#### Rencontres
| Journée | Date              | Match            | Résultat | Buteurs du MOC                         | Buteurs adversaire                                             | Lieu |
| 1       | 30 août 1990      | CS Constantine   | 1 - 1    | Bounâas 81e                            | Ben rabah 65e                                                  | Dom. |
| 2       | 6 septembre 1990  | JS Kabylie       | 1 - 2    | Driss 73e                              | Haffaf 6e, Meddane 42e                                         | Ext. |
| 3       | 13 septembre 1990 | USM Bel Abbès    | 3 - 1    | Driss 2e. Boutaf 18e, Yermeche 82e     | Louahla 21e                                                    | Dom. |
| 4       | 20 septembre 1990 | MC Alger         | 1 - 3    | Driss 44e                              | Meraga 3e, Benali 48e, Mekhloufi 87e                           | Ext. |
| 5       | 27 septembre 1990 | USM El Harrach   | 1 - 0    | Kaoua 34e                              | -                                                              | Dom. |
| 6       | 4 octobre 1990    | WA Tlemcen       | 0 - 1    | -                                      | Djemai 80e                                                     | Ext. |
| 7       | 11 octobre 1990   | JSM Tiaret       | 1 - 0    | Driss 13e                              | -                                                              | Dom. |
| 8       | 18 octobre 1990   | MC Oran          | 2 - 1    | Mechoud 66e, Driss 73e                 | Bensahraoui 46e                                                | Ext. |
| 9       | 25 octobre 1990   | CR Belcourt      | 2 - 0    | ?                                      | -                                                              | Dom. |
| 10      | 1er novembre 1990 | AS Aïn M'lila    | 0 - 1    | -                                      | Benhamadi 90e                                                  | Dom. |
| 11      | 15 novembre 1990  | USM Annaba       | 0 - 0    | -                                      | -                                                              | Ext. |
| 12      | 23 novembre 1990  | RC Kouba         | 2 - 1    | Kaoua 12e, Driss 57e                   | Djelat 50e                                                     | Dom. |
| 13      | 29 novembre 1990  | JS Bordj Menaiel | 0 - 0    | -                                      | -                                                              | Ext. |
| 14      | 6 décembre 1990   | ES Sétif         | 3 - 0    | Mechhoud 1re, Belhadhri 44e, Driss 48e | -                                                              | Dom. |
| 15      | 21 décembre 1990  | ASM Oran         | 0 - 2    | -                                      | Bendida 51e (pen.), Haddada 53e                                | Ext. |
| 16      | 4 février 1991    | CS Constantine   | 1 - 1    | Kaoua 1re (50 s)                       | Laïb 46e                                                       | Ext. |
| 17      | 22 février 1991   | JS Kabylie       | 1 - 0    | Kaoua 29e                              | -                                                              | Dom. |
| 18      | 25 février 1991   | USM Bel-Abbes    | 0 - 0    | -                                      | -                                                              | Ext. |
| 19      | 8 mars 1991       | MC Alger         | 1 - 0    | Driss 24e                              | -                                                              | Dom. |
| 20      | 11 mars 1991      | USM El Harrach   | 0 - 2    | Driss 60e 83e                          | -                                                              | Ext. |
| 21      | 15 mars 1991      | WA Tlemcen       | 3 - 1    | Driss 14e, Zeghdoud 52e, Mechhoud 84e  | Bouali 40e (pen.)                                              | Dom. |
| 22      | 28 mars 1991      | JSM Tiaret       | 2 - 1    | Kaoua 9e                               | Ardjaoui 19e 67e                                               | Ext. |
| 23      | 11 avril 1991     | MC Oran          | 2 - 1    | Kaoua 39e, Mechhoud 74e                | Lazrag 4e                                                      | Dom. |
| 24      | 25 avril 1991     | CR Belcourt      | 4 - 1    | Dahmani 69e (csc)                      | Dahmani 3e (pen.), Neggazi 55e, Bakhti 68e, Zeghdoud 80e (csc) | Ext. |
| 25      | 10 mai 1991       | AS Ain M'lila    | 1 - 0    | -                                      | Benhamadi 26e (pen.)                                           | Ext. |
| 26      | 13 mai 1991       | USM Annaba       | 2 - 1    | Driss 40e (pen.), Mechhoud 64e         | guettai 28e                                                    | Dom. |
| 27      | 23 mai 1991       | RC Kouba         | 0 - 1    | Belhadhri 48 e                         | -                                                              | Ext. |
| 28      | 18 septembre 1991 | JS Bordj Menail  | 3 - 1    | Driss 3e 42e, Amirat 66e               | Bouzmada 65e                                                   | Dom. |
| 29      | 29 septembre 1991 | ES Sétif         | 0 - 0    | -                                      | -                                                              | Ext. |
| 30      | 1er octobre 1991  | ASM Oran         | 1 - 0    | Driss abdelkader 33e                   | -                                                              | Dom. |

### Classement final
Le classement est établi sur le barème de points suivant : une victoire vaut 2 points, un match nul 1 point et une défaite 0 point.
| Rang | Équipe           | Pts | J  | G  | N  | P  | Bp | Bc | Diff |
| ---- | ---------------- | --- | -- | -- | -- | -- | -- | -- | ---- |
| 1    | MO Constantine   | 38  | 30 | 16 | 6  | 8  | 36 | 25 | +11  |
| 2    | ASM Oran         | 36  | 30 | 13 | 10 | 7  | 33 | 30 | +3   |
| 3    | AS Aïn M'lila    | 36  | 30 | 15 | 6  | 9  | 34 | 27 | +7   |
| 4    | JS Kabylie T     | 34  | 30 | 14 | 6  | 10 | 34 | 23 | +11  |
| 5    | MC Alger         | 32  | 30 | 12 | 8  | 10 | 36 | 28 | +8   |
| 6    | JS Bordj Menail  | 31  | 30 | 11 | 9  | 10 | 33 | 38 | -5   |
| 7    | ES Sétif         | 30  | 30 | 12 | 6  | 12 | 28 | 36 | -8   |
| 8    | CR Belcourt      | 29  | 30 | 10 | 9  | 11 | 39 | 33 | +6   |
| 9    | USM El Harrach   | 29  | 30 | 10 | 9  | 11 | 30 | 28 | +2   |
| 10   | MC Oran          | 29  | 30 | 10 | 9  | 11 | 40 | 40 | 0    |
| 11   | USM Annaba       | 28  | 30 | 10 | 8  | 12 | 28 | 25 | +3   |
| 12   | WA Tlemcen P     | 28  | 30 | 12 | 4  | 14 | 30 | 31 | -1   |
| 13   | JSM Tiaret       | 28  | 30 | 8  | 12 | 10 | 26 | 29 | -3   |
| 14   | USM Bel-Abbès C  | 28  | 30 | 8  | 12 | 10 | 24 | 32 | -8   |
| 15   | CS Constantine P | 28  | 30 | 11 | 6  | 13 | 33 | 35 | -2   |
| 16   | RC Kouba         | 16  | 30 | 4  | 8  | 18 | 10 | 34 | -24  |

Résultat
- Qualifié pour la Coupe des clubs champions 1992
- Qualifié pour la Coupe de la CAF 1992
- Qualifié pour la Coupe des coupes 1992

Relégation
- Relégation en Division 2

Abréviations
T : Tenant du titre

C : Vainqueur de la Coupe d'Algérie 1990-1991

P : Promus de Division 2

### Coupe d'Algérie

#### Rencontre :1/32 de finale
Match pour les trente-deuxiémes de finales:Vendredi 11 janvier 1991 à Guelma, stade opow: WBSKIKDA bat MOConstantine (2-1) Buts : Charrout    9 e , Daalache   76 e pour le wbskikda / Bermeche   18e . (source : EL-Mountakheb du samedi 12 janvier 1991 .